# Roi Yuan de Zhou
Le roi Yuan de Zhou, ou Zhou Yuan wang (chinois : 周元王) de son nom personnel Ji Ren (姬仁). Il fut le vingt-septième souverain de la dynastie Zhou. Il devint roi à Hao en 476 av. J.-C. Il régna de 476 à 469 av. J.-C.

## Règne
Le roi Yuan anoblit officiellement le roi Goujian de Yue et lui confia le titre de comte avec celui d'hégémon.